# Centaurea spicata
Centaurea spicata — вид рослин роду волошка (Centaurea), з родини айстрових (Asteraceae).

## Біоморфологічна характеристика
Дворічна або короткоживуча багаторічна рослина. Стебло прямовисне, 40–150 см заввишки. Листки з короткими розсіяними волосками, прикореневі ліроподібні з 5–12 сегментами, 16–40 x 6–17.5 см, зубчасті; нижні ліроподібні з 3–9 сегментами, 12–24 x 3.5–10.5 см, зубчасті; верхні 7.8–13.2 x 2–6.1 см, ланцетні, зубчасті. Кільце прилистків 18.5–26.5 x 18.5–26 мм, яйцювате. Квітки рожево-пурпурові. Сім'янки 4.14–4.86 x 2.15–2.89 мм, чубчик 7.12–8.92 мм довжиною, пурпуровий. Період цвітіння: червень — липень.

## Середовище проживання
Поширений у пд. і пд.-зх. Туреччині (Анатолія) і пн.-зх. Сирії. Населяє Pinus ліси, перелогові поля на висотах 50–500 метрів.